# Лунин, Виктор Никандрович
Ви́ктор Ника́ндрович Лу́нин (20 января 1925, дер. Вознесенка, Юринский кантон, Марийская автономная область, РСФСР, СССР ― 12 сентября 2012, Козьмодемьянск, Марий Эл, Россия) ― командир отделения разведки 315 гвардейского горнострелкового Севастопольского полка 128-й горнострелковой дивизии на 4 Украинском фронте, гвардии красноармеец. Участник Великой Отечественной войны и войны с Японией (1945). Дважды кавалер ордена Славы и трижды ― ордена Отечественной войны.

## Биография
Родился 20 января 1925 года в дер. Вознесенка ныне Юринского района Марий Эл в крестьянской семье.
Образование ― 6 классов.
В марте 1943 года призван в РККА. Участник Великой Отечественной войны: вычислитель гаубичного полка, командир отделения разведки 315 гвардейского горнострелкового Севастопольского полка 128-й горнострелковой дивизии на 4 Украинском фронте, гвардии красноармеец. Был дважды ранен. В 1945 году ― участник войны с Японией. Демобилизовался из армии в 1946 году.
По окончании войны ― в г. Козьмодемьянске Марийской АССР, в 1964―1985 годах ― ударник коммунистического труда на местном пивзаводе
Скончался 12 сентября 2012 года в г. Козьмодемьянске Марий Эл. 

## Боевые награды
- Орден Славы II степени (20.05.1945)[3]
- Орден Славы III степени (11.01.1945)[3]
- Орден Отечественной войны I степени (23.12.1985)[5]
- Орден Отечественной войны II степени (22.01.1945, 19.05.1945)[3]
- Орден Красной Звезды (23.02.1945)[3][6]
- Медаль «За победу над Германией в Великой Отечественной войне 1941—1945 гг.» (28.02.1946)[3]
- Медаль «За доблестный труд. В ознаменование 100-летия со дня рождения Владимира Ильича Ленина»